# Udkigstønde
En udkigstønde er en tønde eller udsigtsplatform, der anbringes øverst i masten på skibe til brug for en udkigsmand. Oppe fra udkigstønden kan vedkommende give dem der styrer skibet besked, hvis der er andre skibe eller land i sigte, før de selv vil kunne se det. Hvor man på et dæk to meter over vandoverfladen kan ca. 5 km væk, vil en udkigsmand 10 meter oppe således kunne se ca. 12 km og en 15 meter oppe se ca. 15 km væk.
Udkigstønder og udkigsmænd blev benyttet på krigsskibe frem til anden verdenskrig. Med hjælp fra radar blev det imidlertid muligt at fastslå placeringen af andre skibe væsentligt bedre end med menneskelige øjne, ikke mindst i dårligt vejr, hvorfor udkigstønderne generelt gik ud af brug.

## Weblinks
- Wikimedia Commons har flere filer relateret til Udkigstønde